# Heterischnus africanus
Heterischnus africanus är en stekelart som först beskrevs av Heinrich 1936.  Heterischnus africanus ingår i släktet Heterischnus och familjen brokparasitsteklar. Inga underarter finns listade i Catalogue of Life.